# جان هنری نیومن
جان هنری نیومن (به انگلیسی: John Henry Newman) (زاده ۲۱ فوریه ۱۸۰۱ - مرگ ۱۱ اگوست ۱۸۹۰) فیلسوف، الهیات دان و ادیب انگلیسی است. اوشخصیتی مهم در تاریخ مذهبی انگلستان (در قرن نوزدهم) به‌شمار می‌رود. 
نیومن ابتدا پروتستان بود و بعدها به کاتولیسیسم گروید. نیومن کشیشی کاتولیک بود که علاوه بر کلیسا و مسیحیت بر اندیشمندانی همچون لودویگ ویتگنشتاین تأثیر به سزایی گذاشت. ازجمله مسائلی که نیومن به آن‌ها پرداخته رابطه علم و الهیات است. در سده نوزدهم، تز تعارض بین علم و الهیات، نگرشی در حال گسترش بود. نیومن ازجمله مخالفان این تز بود.